# Plasmon
Ne doit pas être confondu avec Biscuit Plasmon.
Dans un métal, un plasmon est une oscillation de plasma quantifiée, ou un quantum d'oscillation de plasma.
Le plasmon est une quasiparticule résultant de la quantification de fréquence plasma, tout comme le photon et le phonon sont des quantifications de vibrations respectivement lumineuses et mécaniques.
Ainsi, les plasmons sont des oscillations collectives d'un gaz d'électrons, par exemple à des fréquences optiques.
Le couplage d'un plasmon et d'un photon crée une autre quasiparticule dite plasma polariton.
Depuis que les plasmons sont définis comme la quantification des oscillations de plasma classique, la plupart de leurs propriétés peuvent être calculées directement à partir des équations de Maxwell.

## Éléments de théorie
Les oscillations de plasma d'un métal peuvent être comprises dans le cadre d'une théorie classique.
Si on suppose que les ions sont fixes, et que les électrons peuvent se déplacer en bloc, et que {\displaystyle x} est la position du centre de masse des électrons par rapport au centre de masse des ions, lorsque {\displaystyle x\neq 0}, il existe un excès de charge positive d'un côté du système (supposé de dimension finie dans la direction parallèle à x) et un excès de charge négative du côté opposé. Ces excès de charges constituent une force de rappel qui tend à ramener {\displaystyle x} à zéro.
Cependant, s'il n'y a pas de dissipation, l'énergie mécanique totale étant conservée, le centre de masse des électrons va effectuer des oscillations à une pulsation appelée « pulsation plasma » {\displaystyle \omega _{p}}.
Dans le cas où on suppose que le métal est limité le long de la direction {\displaystyle x}, et infini dans les directions perpendiculaires, on peut calculer la pulsation plasma en utilisant le théorème de Gauss pour calculer le champ électrique créé par les excès de charge.
On trouve que les excès de charges créent un champ électrique :
{\displaystyle E={\frac {nex}{\epsilon _{0}}}}, où {\displaystyle n} est la densité d'électrons,
ce qui conduit à une pulsation plasma :
{\displaystyle \omega _{p}={\sqrt {\frac {ne^{2}}{\epsilon _{0}m}}}}.
Pour tenir compte du caractère quantique de la dynamique des électrons, on utilise l'approximation de la phase aléatoire et la théorie de la réponse linéaire pour calculer la constante diélectrique {\displaystyle \epsilon (q,\omega )}.
Les oscillations de plasma sont obtenues lorsque le calcul quantique redonne la fréquence classique pour les oscillations de plasma. Il montre aussi qu'il existe des oscillations de plasma pour un vecteur d'onde {\displaystyle q\neq 0}, avec :
{\displaystyle \omega (q)=\omega _{p}\left[1+{\frac {3}{10}}{\frac {q^{2}v_{F}^{2}}{\omega _{p}^{2}}}\right]}
où {\displaystyle v_{F}} est la vitesse de Fermi des électrons. Le facteur 3/10 vient de l'approximation de la phase aléatoire. Les approximations plus précises donnent des corrections au facteur devant {\displaystyle q^{2}}.
Les oscillations de plasma se comportent comme des particules quantifiées appelées plasmons.
Comme les énergies de ces particules sont de l'ordre de 10 à 20 eV dans les métaux, il n'existe pas de plasmons dans un métal à l'équilibre. Il est cependant possible d'exciter les modes de plasmons en utilisant des électrons ou des rayons X pour bombarder un film métallique suffisamment fin. Les électrons ou les photons X peuvent céder de l'énergie aux plasmons ce qui permet leur détection.
Jusqu'ici, nous n'avons parlé que du cas tridimensionnel. Il est cependant possible de réaliser des gaz d'électrons bidimensionnels (par exemple avec des interfaces Si/SiO2 ou dans des puits quantiques AlAs/GaAs) ou unidimensionnels (fils quantiques). Dans le cas bidimensionnel, la dispersion des plasmons est de la forme {\displaystyle \omega (q)\sim \mid q\mid ^{1/2}} et dans le cas unidimensionnel de la forme {\displaystyle \omega (q)\sim \mid q^{2}\ln(q/q_{c})\mid ^{1/2}}.

## Utilisation
Sur des principes anciens de résonance plasmonique de surface, mais avec des techniques disponibles depuis les années 1980, des capteurs et biosenseurs utilisent le phénomène de résonance plasmon de surface dans le domaine de la détection chimique et biologique. Le principe utilisé est que dans de bonnes conditions, la réflectivité d'un film mince de métal est très sensible aux variations optiques du milieu d'un de ses côtés. Ceci est dû au fait que les plasmons de surface sont des sondes sensibles aux conditions-limites. Cet effet peut être utilisé de plusieurs façons dont pour la détection de gaz, ou de films minces. On peut aussi par exemple détecter presque en temps réel, la présence d'objets biologiques (ex. : cytochrome) ou de bactéries pathogènes vivantes, étudier les propriétés physiques et biologiques de membranes protéiques, détecter des pesticides.

## Recherche
La localisation et l'intensité des pics d'absorption et d'émission des plasmons sont affectées par l'adsorption moléculaire. Ce fait peut être mis à profit dans les capteurs moléculaires. Par exemple un prototype opérationnel de détection de la caséine dans le lait existe, basé sur la détection des changements dans l'absorption d'une couche d'or.
Les plasmons de surface de nanoparticules métalliques peuvent être utilisés pour détecter différents types de molécules (protéines…). La recherche fondamentale s'intéresse aussi et par exemple à l'interaction des plasmons avec les nanostructures complexes.
Les plasmons permettent de transmettre des informations sur les puces d'ordinateur, avec des fréquences potentiellement beaucoup plus élevées (environ 100 THz). Pour l'électronique à base de plasmons, on cherche à améliorer l'analogue d'un transistor dit « plasmonster » déjà inventé.
En mars 2010, S. Assefa et son équipe, chez IBM, ont signalé la création de nouveaux photodétecteurs ultra-rapides et sans bruit (Nanophotonic avalanche photodetectors) ouvrant la voie à une informatique nanophotonique en exaflop, ,. « Nous travaillons actuellement sur l'intégration de l'ensemble de nos dispositifs sur un microprocesseur aux côtés de transistors ».
Des photodétecteurs de très petite taille (nanométriques) pourraient être le dernier élément de la « boîte à outils nanophotoniques » pour produire des puces et ordinateurs à très hautes performances.
Les plasmons de surface étant sensibles aux propriétés des matériaux sur lesquels ils se propagent, on les a utilisé pour mesurer l'épaisseur de films monocouches sur colloïde.
L'auto-assemblage programmable d'acides nucléiques permet de fabriquer avec précision des objets personnalisés nanométriques, et les plasmons ont permis (en laboratoire) d'améliorer la construction de nanostructures métalliques par lithographie à haute résolution ou nano-lithographie ou lithographie assistée par ADN dite « DALI »). La microscopie peut aussi profiter de leur longueur d'onde extrêmement faible. Ainsi la production de nanostructures métalliques présentant une réponse plasmonique chirale et des nanoantennes en forme de nœud papillon a permis une spectroscopie Raman améliorée en surface. Le DALI pourrait peut-être un jour permettre la production à grande échelle de nanostructures métalliques aux caractéristiques plasmoniques programmées.
Enfin, les plasmons de surface ont la capacité unique de confiner la lumière dans de très petites dimensions. Ceci pourraient inspirer de nouvelles applications.
En 2009, des chercheurs coréens ont dopé l'efficacité de diodes luminescentes organiques en utilisant ces plasmons.
Un projet européen de trois ans dit « PRIMA » (Plasmon Resonance for IMproving the Absorption of solar cells) a permis à des chercheurs dirigés par l'IMEC d'améliorer l'efficacité des cellules solaires et à en diminuer les coûts en leur incorporant des nanostructures métalliques utilisant des effets plasmoniques. Ceci concerne divers types de cellules solaires : silicium cristallin (c-Si), haute performance III-V, organiques, cellules à pigment photosensible.